# João Azevedo (político)
João Nuno Ferreira Gonçalves Azevedo (Viseu, 6 de dezembro de 1974) é um deputado e político português. É deputado à Assembleia da República na XIV legislatura pelo Partido Socialista. Possui uma licenciatura em Educação Física.
João Azevedo foi autarca em Mangualde, desde 2009, e deixou o último mandato a meio, em 2019, para assumir o cargo de deputado na Assembleia da República, ao qual se candidatou como cabeça de lista do PS, no distrito de Viseu, nas eleições legislativas de 2019.
O deputado pertence à Comissão de Negócios Estrangeiros e Comunidades Portuguesas, à Comissão de Administração Pública, Modernização Administrativa, Descentralização e Poder Local e ainda era suplente na Comissão de Transparência e Estudo dos Deputados. 
João Azevedo foi candidato à Câmara Municipal de Viseu, nas eleições autárquicas de 2021, onde conseguiu, no concelho, o melhor resultado de sempre para o Partido Socialista, tendo sido eleito vereador da municipalidade para o mandato 2021-2025.

Depois de o Partido Socialista ter conquistado uma maioria absoluta nas eleições legislativas de 2022, Azevedo comunicou que foi convidado por António Costa para fazer parte do seu novo governo. No entanto, Azevedo rejeitou o convite, afirmando que está determinado a ganhar a Câmara Municipal de Viseu e que essa é a sua promessa aos viseenses.